# 类萜
类萜（terpenoid）又称萜类化合物，是结构符合异戊二烯规则的萜烯烃类及其含氧衍生物。
类萜属于存在于自然界中的有机化合物，为针叶树等植物挥发物的主要化学成分。类萜由两个以上的异戊二烯单元头尾相连组成，可能为链状，也可能为环状，通常还含有其他的官能基，常见的是萜烯的含氧或不同饱和程度的衍生物，如α蒎烯、β蒎烯、苎烯、月桂烯等。

## 分类
- 单萜：含10个碳原子
  - 非环单萜：
    - 香叶醇
    - 橙花醛

  - 环单萜：
    - 薄荷酮
    - 2-莰醇
    - 荊芥內酯
- 倍半萜：含15个碳原子
  - 非环倍半萜：
    - 金合欢醇

  - 环倍半萜：
    - 檀香醇
- 二萜：含20个碳原子
  - 非环二萜：
    - 植醇

  - 环二萜：
    - 维生素A
    - 松香酸
- 三萜
  - 龙涎香醇
- 四萜
  - 胡蘿蔔素

### 類三萜
類三萜化合物，外間一般錯譯作「三萜類化合物」，其實是指由三個「類萜化合物」組成的化合物。例子有：龙涎香醇、表木栓醇、木栓酮等。

## 生物合成
萜类化合物广泛分布于植物、昆虫、微生物等动植物体内，大多数存在于植物精油与树脂中。其生物合成不以异戊二烯作起始原料，而是以活化的形式参与合成，即焦磷酸异戊烯酯（IPP）和二甲烯丙基焦磷酸（DMAPP）。IPP和DMAPP有两种生物合成的途径：发生在胞浆中的甲羟戊酸途径与质体中的非甲羟戊酸途径。前者中，两分子乙酰辅酶A通过克莱森缩合反应生成乙酰乙酰辅酶A，再与另一分子乙酰辅酶A发生羟醛缩合，还原水解，得到萜类的合成前体甲戊二羟酸（3-甲基-3,5-二羟基戊酸）。而后经过甲羟戊酸激酶（MVK）和磷酸甲羟戊酸激酶（PMVK）的作用，再经过失磷酸和脱羧得到焦磷酸异戊烯酯，异构化生成二甲烯丙基焦磷酸。后者中，以丙酮酸与3-磷酸甘油醛为原料，经过甲基赤藓醇磷酸酯（MEP）及之后的一些过程，也得到IPP和DMAPP。某些植物和细菌中也发现了有结合以上两种路线的途径存在。
较高级的萜类合成基本上都需要经过牻牛儿焦磷酸（GPP）、法尼基焦磷酸（FPP）和牻牛儿牻牛儿焦磷酸（GGPP），中间体DMAPP可看作活化的异戊二烯。以胆固醇的生物合成为例，首先由甲羟戊酸途径合成二甲烯丙基焦磷酸，然后6个DMAPP/IPP缩合，並被NADPH还原为30碳的鲨烯，2,3-位发生单环氧化，再在2,3-环氧鲨烯羊毛固醇环化酶的作用下发生分子内的成环反应（拉链反应）生成羊毛固醇，连续发生19步反应，最后由NADPH还原7-脱氢胆固醇为胆固醇。

## 延伸閱讀
- 國立編立館 常見萜類之名稱及其結構（2008.11.08）[永久]